# پیر گاسلی
پیر گاسلی (فرانسوی: Pierre Gasly‎؛ زادهٔ ۷ فوریهٔ ۱۹۹۶) راننده خودروی مسابقه‌ای اهل فرانسه است.
او رانندهٔ سابق تیم‌های ردبول و اسکودریا تورو روسو و حال حاضر آلپاین است.

## نتایج فرمول یک
| سال  | تیم                       | شاسی                | پیشرانه                       | ۱           | ۲         | ۳           | ۴            | ۵           | ۶           | ۷         | ۸          | ۹          | ۱۰          | ۱۱         | ۱۲         | ۱۳        | ۱۴         | ۱۵         | ۱۶       | ۱۷       | ۱۸        | ۱۹         | ۲۰        | ۲۱        | ۲۲      | ۲۳       | امتیاز     | ق.س. |
| ---- | ------------------------- | ------------------- | ----------------------------- | ----------- | --------- | ----------- | ------------ | ----------- | ----------- | --------- | ---------- | ---------- | ----------- | ---------- | ---------- | --------- | ---------- | ---------- | -------- | -------- | --------- | ---------- | --------- | --------- | ------- | -------- | ---------- | ---- |
| ۲۰۱۷ | اسکودریا تورو روسو        | تورو روسو اس‌تی‌آر۱۲  | تورو روسو ۱٫۶ وی۶ توربو       | استرالیا    | چین       | بحرین       | روسیه        | اسپانیا     | موناکو      | کانادا    | آذربایجان  | اتریش      | بریتانیا    | مجارستان   | بلژیک      | ایتالیا   | سنگاپور    | مالزی ۱۴   | ژاپن ۱۳  | آمریکا   | مکزیک ۱۳  | برزیل ۱۲   | ابوظبی ۱۶ |           |         |          | بیست و یکم | ۰    |
| ۲۰۱۸ | ردبول تورو روسو هوندا     | تورو روسو اس‌تی‌آر۱۳  | هوندا آرای۶۱۸اچ ۱٫۶ وی۶ توربو | استرالیا ب. | بحرین ۴   | چین ۱۸      | آذربایجان ۱۲ | اسپانیا ب.  | موناکو ۷    | کانادا ۱۱ | فرانسه ب.  | اتریش ۱۱   | بریتانیا ۱۳ | آلمان ۱۴   | مجارستان ۶ | بلژیک ۹   | ایتالیا ۱۴ | سنگاپور ۱۳ | روسیه ب. | ژاپن ۱۱  | آمریکا ۱۲ | مکزیک ۱۰   | برزیل ۱۳  | ابوظبی ب. |         |          | پانزدهم    | ۲۹   |
| ۲۰۱۹ | استون مارتین ردبول ریسینگ | ردبول ریسینگ آربی۱۵ | هوندا آرای۶۱۹اچ ۱٫۶ وی۶ توربو | استرالیا ۱۱ | بحرین ۸   | چین ۶       | آذربایجان ب. | اسپانیا ۶   | موناکو ۵    | کانادا ۸  | فرانسه ۱۰  | اتریش ۷    | بریتانیا ۴  | آلمان ۱۴†  | مجارستان ۶ |           |            |            |          |          |           |            |           |           |         |          | هفتم       | ۹۵   |
| ۲۰۱۹ | ردبول تورو روسو هوندا     | تورو روسو اس‌تی‌آر۱۴  | هوندا آرای۶۱۹اچ ۱٫۶ وی۶ توربو |             |           |             |              |             |             |           |            |            |             |            |            | بلژیک ۹   | ایتالیا ۱۱ | سنگاپور ۸  | روسیه ۱۴ | ژاپن ۷   | مکزیک ۹   | آمریکا ۱۶† | برزیل ۲   | ابوظبی ۱۸ |         |          | هفتم       | ۹۵   |
| ۲۰۲۰ | اسکودریا آلفاتاوری هوندا  | ای‌تی۰۱              | هوندا آرای۶۲۰اچ ۱٫۶ وی۶ توربو | اتریش 7     | اشتریا 15 | مجارستان ب. | بریتانیا 7   | هفتادمین 11 | اسپانیا 9   | بلژیک 8   | ایتالیا 1  | توسکانی ب. | روسیه 9     | ایفل 6     | پرتغال 5   | ایمولا ب. | ترکیه 13   | بحرین 6    | صخیر 11  | ابوظبی 8 |           |            |           |           |         |          | دهم        | ۷۵   |
| ۲۰۲۱ | اسکودریا آلفاتاوری هوندا  | ای‌تی۰۲              | هوندا آرای۶۲۱اچ ۱٫۶ وی۶ توربو | بحرین ۱۷†   | امیلیا ۷  | پرتعال ۱۰   | اسپانیا ۱۰   | موناکو ۶    | آذربایجان ۳ | فرانسه ۷  | اشتیریا ب. | اتریش ۹    | بریتانیا ۱۱ | مجارستان ۵ | بلژیک ۶‡   | هلند ۴    | ایتالیا ب. | روسیه ۱۳   |          |          | آمریکا ب. | مکزیکو ۴   | سائو پ. ۷ |           | عربستان | ابوظبی ۵ | نهم*       | ۱۱۰* |